# Powiat de Wieruszów
Le powiat de Wieruszów (en polonais, powiat wieruszowski) est un powiat appartenant à la voïvodie de Łódź, au centre-sud de la Pologne.

## Division administrative
Le powiat de Wieruszów comprend 7 communes :
- 1 commune urbaine-rurale : Wieruszów ;
- 6 communes rurales : Bolesławiec, Czastary, Galewice, Lututów, Łubnice et Sokolniki.